# (3884) Alferov
(3884) Alferov es un asteroide perteneciente al cinturón de asteroides, descubierto el 13 de marzo de 1977 por Nikolái Stepánovich Chernyj desde el Observatorio Astrofísico de Crimea (República de Crimea).

## Designación y nombre
Designado provisionalmente como 1977 EM1. Fue nombrado Alferov en honor al físico soviético ruso Zhorés Alfiórov.